# チェシャ猫
チェシャ猫（チェシャねこ、英: Cheshire cat 〈日本語音写例：チェシャーキャット〉）は、ルイス・キャロルの児童小説『不思議の国のアリス』（1865年）に登場する架空の猫である。日本語では "Cheshire（チェシャー）" の音写形の表記揺れと翻訳者や翻案者等の個性により、「チェシャー猫」「チェシアの猫」「チェシャーキャット」等々、様々な呼ばれ方をしている。歯を見せたニヤニヤ笑いを常に浮かべ、人の言葉を話し、自分の身体を自由に消したり出現させたりできる不思議な性質を具えた、劇中で最も異能の存在として描かれている。
チェシャ猫は、「チェシャー地方の猫」もしくは一応のキャラクターとして既存していたかも知れない雛形としての「チェシャ猫」にまつわる慣用句に材を採って、キャロルが創作したキャラクターである（※後述）。

## 作中での描写

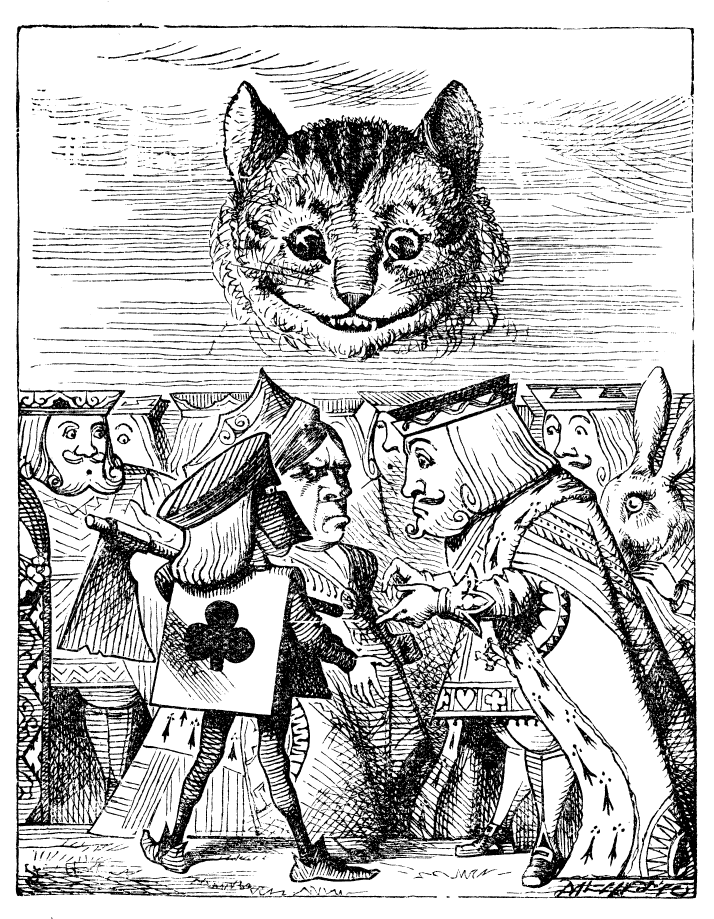
ハートの女王は不埒な猫の首を刎ねるよう死刑執行人に命じたが、中空に頭だけで現れたチャシャ猫には切るべき首が見当たらなった。切り離す胴が無いのでは切れません。頭があるなら切れるではないか、たわけ者。さっさとやらねば誰彼かまわずみな処刑するぞ。

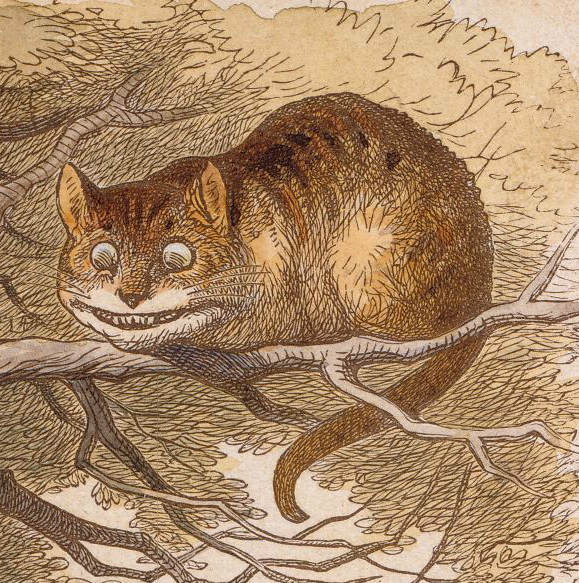
ニヤニヤ笑う、木の上のチェシャ猫 / テニエルの挿絵（彩色版、部分）。

第6章「豚とコショウ」に初登場。公爵夫人の家を訪れた主人公のアリスは、いかれた料理人のせいであたりに充満している胡椒（こしょう）も気にせずに竈（かまど）の上で「耳から耳まで届くような」ニヤニヤ笑いを浮かべているチェシャ猫を目撃する（■）。
その後、アリスが公爵夫人の家を出ると、不意に木の上にチェシャ猫が出現し、アリスに帽子屋と三月ウサギの家の方向をそれぞれ教えた後、「笑わない猫」ならぬ「猫のない笑い (a grin without a cat)」となって消えてゆく（■,■）。
第8章「女王のクロッケー場」では、ハートの女王の出鱈目すぎるクロッケー大会に付き合わされて退屈していたアリスの前に再び現れ、アリスの話相手になる。チェシャ猫の不敬を難じたハートの王が、追い払うよう女王に頼むと、女王は猫の首を刎ねるよう死刑執行人に命じる。ところがしかし、チェシャ猫は中空に頭だけ（あるいは、顔だけ）で現れているため、死刑執行人は困惑する。切り離すべき胴体が無いのでは、首なんて切れません。頭があるのだから切ることはできるであろう、たわけたことを言うでない。王はなんとかしろと死刑執行人に迫る。それでも死刑執行人は納得しない。いいかげん癇癪を起こし始めた女王は、さっさとやらねば誰彼かまわずみな処刑するぞと言いだす始末（■,■）。チェシャ猫の飼い主である公爵夫人を牢からお出しして話を付けていただけばよろしいのではとアリスが提案すると、女王はこの助言を受け容れた。しかし、公爵夫人が到着したころには、肝心のチェシャ猫は姿を消してしまっていた。

## grin like a Cheshire cat

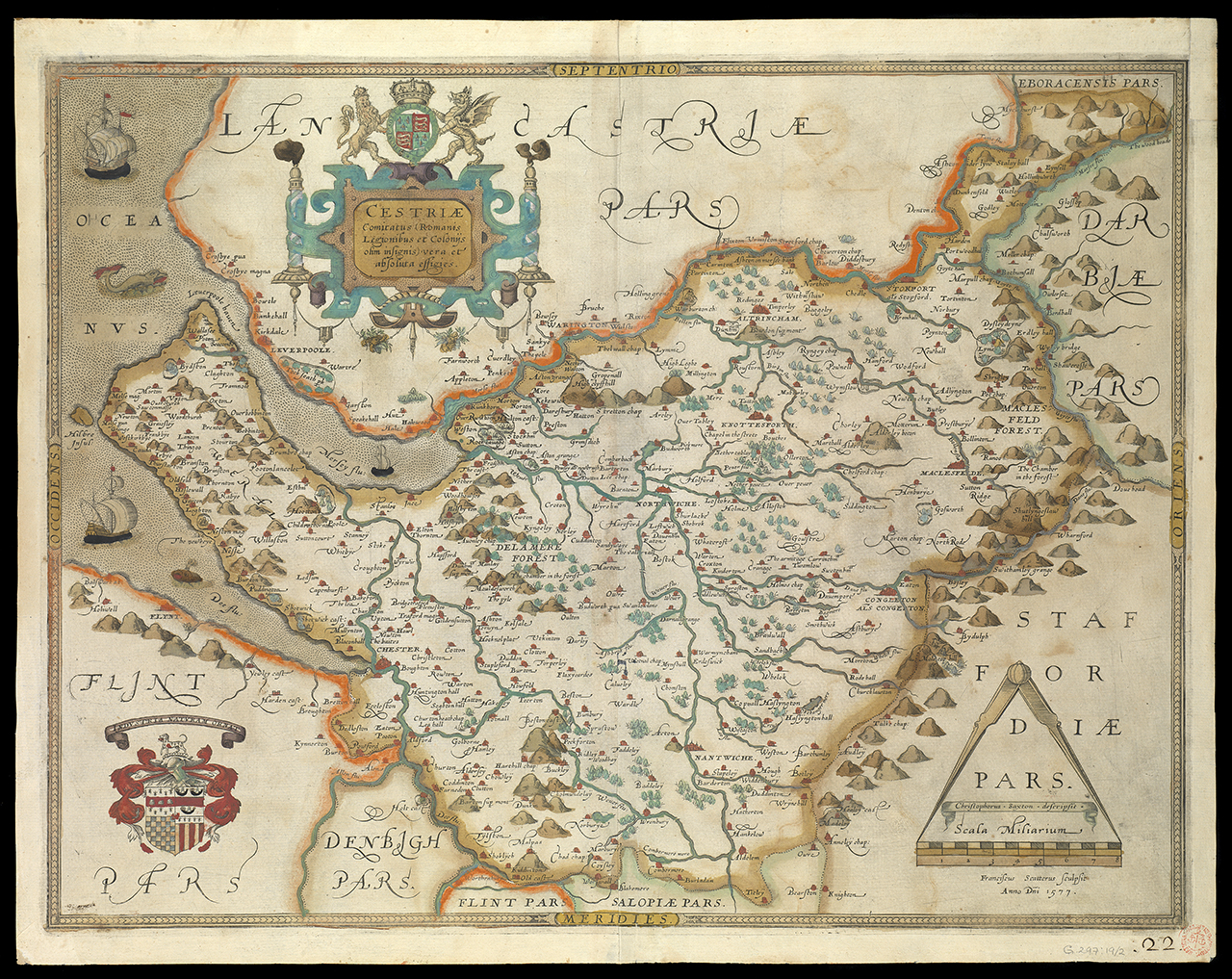
1577年に作成されたチェシャー地方の古地図

1780年代に初出した "grin like a Cheshire cat" という英語表現がある。これは「チェシャーの猫（あるいは、チェシャ猫）のように、歯を見せてニヤニヤ笑う」「むやみにニヤニヤ笑う」「歯茎を出して笑う」「訳も無くニヤニヤ笑う」などという意味で、"cat" を省略する形もある。例えば "He grins like a Cheshire cat." と言えば「彼は訳も無くニヤニヤ笑う。」などといった意味になる。
チェシャー地方で生まれ育ったキャロルが作品を書いた当時、この慣用句はありふれた表現であった。この慣用句の由来についてははっきりしないが、オックスフォード大学出版局の学術雑誌『ノーツ・アンド・クエリーズ (Notes and Queries) 』では1850年から1852年にかけて盛んに議論されており、そこで提示されていた説には次のようなものがある。
上記の説を紹介しているロジャー・グリーン (Roger Greene) は3番目が最もそれらしいと述べている。
また、アリス・リデルの家系であるリデル家の紋章は3頭のライオン像であった。初代レイヴンスワース男爵 (1st Baron Ravensworth) ヘンリー・リデル (1708-1784) が1747年に成立させたリデル家の紋章に、クレストに立つ1頭のライオン・ランパントと、サポーター（シールドを支える役）として相対する2頭のライオン・ランパントが描き込まれている。
『ルイス・キャロル伝』（1979年）の著者アン・クラーク（1933 - 。のちのアン・クラーク・エイモア、cf.）は、チェシャーの州都チェスターに住んでいたジョナサン・キャザレルという人物に関する説を紹介している。キャザレルの紋章には猫が1304年という年号とともに描かれており、キャザレル自身は怒ると "grinning" をする癖があった。つまり、歯を剥き出してニヤニヤ笑うような顔をする癖があった。チェシャーチーズが猫の形をしていて、その猫が grinning している（ニヤニヤ笑いをしている）のは、キャザレルの貢献を讃えてのものであるという。しかし、チェシャー州の住民が最も好んでする説明は、「チェシャー州には酪農家がたくさんあり、牛乳とクリームが豊富にあるので常に（子供と）猫が笑っている」というものである。

## 着想

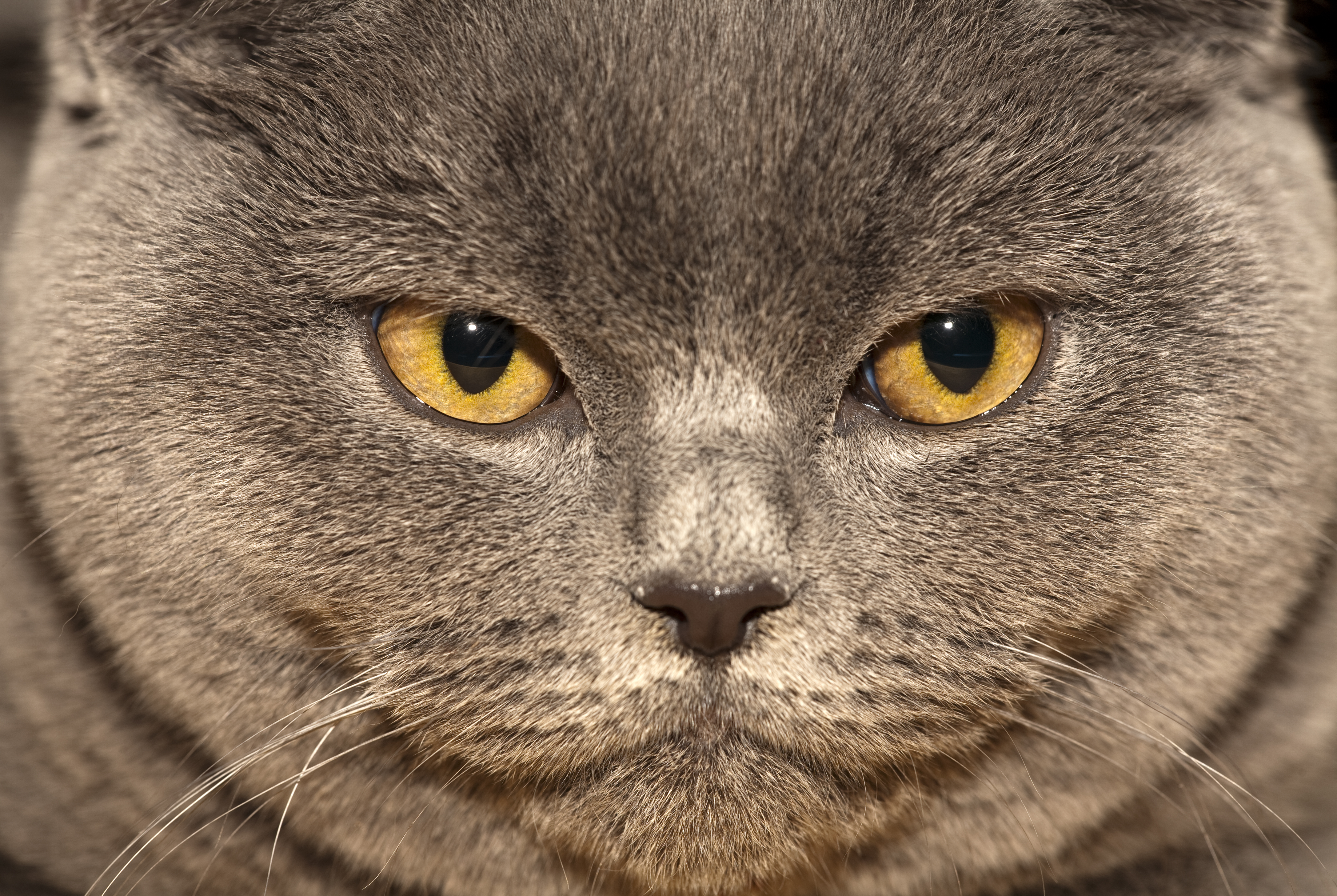
ブリティッシュショートヘア

### クランリー
イングランド南部のサリー州ギルフォード近郊にあってイギルス最大の村とも称されるクランリーにある聖ニコライ聖堂には、猫の頭をかたどったガーゴイルがある。この造形物がキャロルにインスピレーションを与え、チェシャ猫が創出されたともいわれている。■右列に画像あり。

### クロフトオンティーズ
何人かの研究者は、ルイス・キャロルがノース・ヨークシャー州リッチモンドシャー地区の中心都市リッチモンド付近にある「クロフト教会」（行政教区の村クロフトオンティーズにある郡教区教会『セントピーター教会、クロフトオンティーズ』）の教会堂内部にあった数多くの工芸品や彫刻の中に猫の造形物があり、そこからチェシャ猫のキャラクターを着想したという説を唱えている。ほかにも、この教会堂にあった造形物は『鏡の国のアリス』に登場する怪物ジャバウォックのキャラクター創出のヒントの一つにもなったといわれている。ルイス・キャロルこと本名チャールズ・ラトウィッジ・ドジソン (1832-1898) の父であるチャールズ・ドジソン(1800-1868) の長男は、1843年から1868年にかけてこの地方の教区牧師を勤めており、キャロル自身も1843年から1850年までこの地で生活していた。

### ブリティッシュショートヘア
猫の一品種であるブリティッシュショートヘアは、グレートブリテン島原産種の中で最も歴史があると考えられている。キャロルも目にしていたであろうこの猫の佇まいはチェシャ猫を彷彿とさせる。キャット・ファンシアーズ・アソシエーション(CFA）は、この猫の面構えがチェシャ猫の笑い顔に似ていることを特徴として認めている。ただ、原著の挿絵を描いたのはキャロルではなくジョン・テニエルであることから、チェシャ猫の描画上の由来についてはテニエルのほうに求めるべきかも知れない。■右列に画像あり。

### 月の満ち欠け

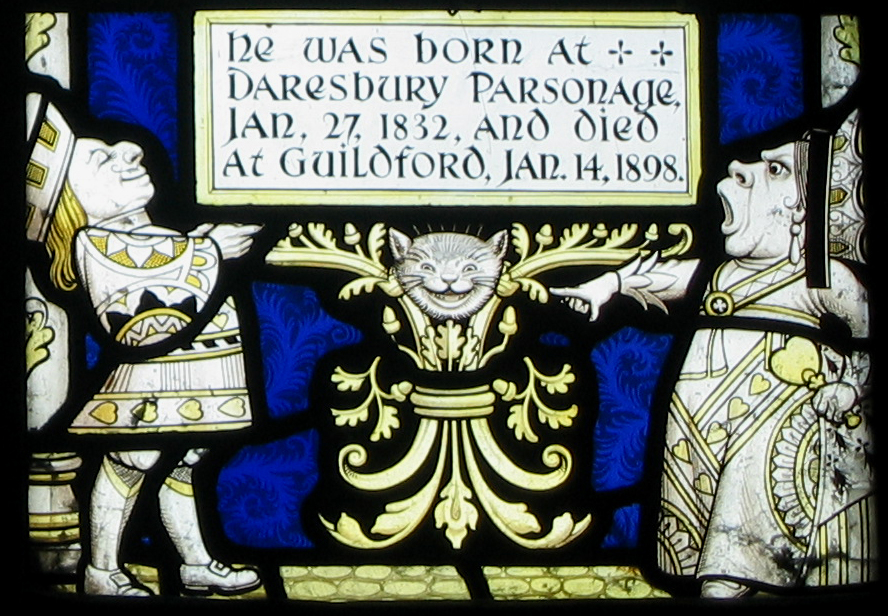
チェシャー州デアズベリー（ダーズベリー）のオールセインツ教会 (en) を飾るステンドグラスの一部分 / 作者が生まれたこの町の教会堂にあるステンドグラス窓はキリストの降誕を描いているが、最下段の枠で『不思議の国のアリス』の登場キャラクター達を採り上げており、チェシャ猫が中空に頭だけで現れたシーンを描いているこの部分もそのうちの1図である。

アリスの注釈者であるマーティン・ガードナーは、キャロルが月の満ち欠けからチェシャ猫のキャラクターを着想したのではないかという説を紹介している。月の満ち欠けは昔から狂気と結びつけて考えられてきたものであり、また、三日月の形はニヤニヤ笑う口の形そのものである。

### チーズに化けた猫
精神分析学者フィリス・グリーンエイカー(1894-1989) は、精神分析的研究書『Swift and Carroll: A Psychoanalytic Study of Two Lives 』（1955年刊）で、チェシャ猫のキャラクターは「チーズに化けた猫が、チーズを喰う鼠を喰うところを想わせるから、まさにキャロル的な魅力を持つ」と指摘している。

### ニヤニヤ笑うカワウソ
『不思議の国のアリス』（1865年刊）以前に、同書と同じくマクミラン出版社から出版されてヒット作となったチャールズ・キングスレーの『水の子どもたち』（1863年刊）には、「水中から顔を出したカワウソがチェシャ猫のようなニヤニヤ笑いを浮かべていた」との旨のくだりがある。『不思議の国のアリス』を出版する際、その版形は『水の子どもたち』に倣って決められている。チェシャ猫のキャラクターとそのエピソードは、『不思議の国のアリス』を正式に出版する際に付け加えられたもので、物語の原型である手書き本の『地下の国のアリス』には登場しない。

## 翻案
アリス・シリーズの翻案作品としての映像作品は、初の映像作品である1903年公開の映画『不思議の国のアリス』を初めとして数多くが知られている。最古の作品はフィルムが現存しないものの、映像の大部分はデジタルアーカイブされている。

### ディズニー

#### 『ふしぎの国のアリス』
ウォルト・ディズニー・カンパニー製作のアニメーション映画『ふしぎの国のアリス』（1951年公開）に登場するチェシャ猫は、日本語でも「チェシャ猫」と呼ぶことが多いが、ウォルト・ディズニー・ジャパンは21世紀に入ってから「チシャ猫」という名前をグッズ展開などで広く用いるようになり、こちらの名称で記憶するファンや取材者が増えた。その結果、取材記事などでも「チェシャ猫（チシャ猫）」という表記が散見されるようになった。ただし、「チシャ猫」という名称がディズニー関連でしか通用しないことは言うまでも無い。ここで「日本の」という限定詞を付けないのは、英語圏でのグッズ展開でも "Cheshire Cat (Chishia Cat)" および "Chishia Cat" という名称が見られるからである。日本初の商品展開である可能性は否めない。
チェシャ猫の声はスターリング・ホロウェイが担当した。
胴体が紫色系の横縞模様（赤紫系のピンクと青紫のツートンカラー。日本語版公式ウェブサイトの解説ではピンクと菫色〈すみれいろ〉のツートン）で頭部が赤紫という個性的なショッキングカラーの毛並みをした、相当に擬人化された猫として描かれている。原作や後述する実写映画と決定的に違うのは歯の描き方で、本作のチェシャ猫は、鋭い牙ではなく人間と同様の剥き出しにしてもギザギザにならない平らな歯をもっている。胴より少し小さい程度の大きくて太い尾も原作とは異なる特徴の一つで、杖のように使ってもいる。原作同様に飄々としていて、悪戯っぽいところも変わりないが、知的なキャラクターであり、アリスに助言を行う一方で、わざとトラブルに引き込んだりもするトリックスターの性格を強めている（原作でもトラブルに巻き込んではいるが、わざとではない）。神出鬼没で、顔だけで現れたり、縞模様だけ残して消えたりできる。漫画表現として、自分の顔をバラバラに分解することまで可能。
主人公でないにもかかわらず、ディズニーのキャラクタ－の中でも高い人気を保ち続けているものの一つである。特に女性に人気がある。飄々としているところや個性的な色合いが好まれており、グッズの新作が着実に開発され続けている。本作の主役であるアリスを差し置いてグッズ化されることも珍しくない。2010年代および2020年代、東京ディズニーランドの大人気イベントの一つであるエレクトリカルパレード・ドリームライツには、巨大なチェシャ猫のフロート車が登場する（チェシャ猫がフロート車になっていて、最上部にアリス役の演者が乗る）。また、ディズニーランド・パリと東京ディズニーリゾートでは、パレードやグリーティングにチェシャ猫が登場する。以前は世界のディズニーパークで唯一パリにだけ登場していたが、2018年（平成30年）11月からは東京でもグリーティングが始まった。

#### 『アリス・イン・ワンダーランド』
ウォルト・ディズニー・スタジオ・モーション・ピクチャーズ製作、ティム・バートン監督による、実写映画『アリス・イン・ワンダーランド』（2010年公開）に登場するチェシャ猫は、クレジットタイトル上も、英語版 "Cheshire Cat" 、日本語版「チェシャ猫」であるが、劇中では「チェシャー (Chessur)」と呼ばれており、ファンダムでもこちらの名前が通用している。
チェシャーの声はスティーヴン・フライが担当。声色は中年男性の野太いもので、落ち着きと威厳が感じられるキャラクターとなっている。

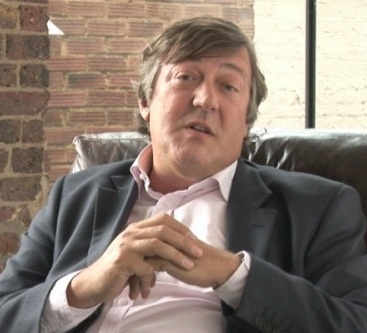
2010 film : Stephen Fry

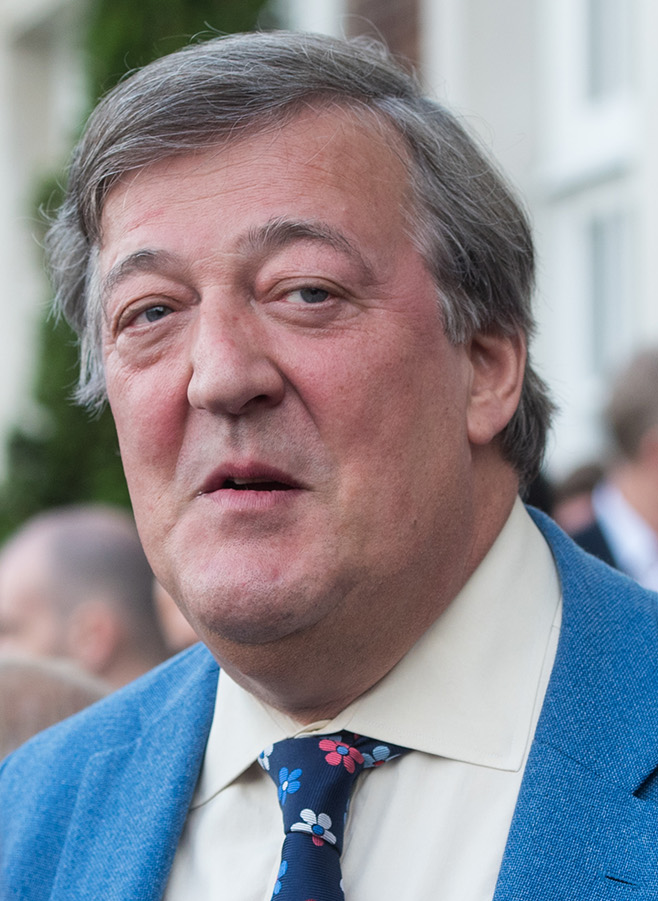
2016 film
Stephen Fry

CGで描かれたチェシャーは、口が極限まで強調されており、普通に笑っていても目尻の高さまで裂けているのが、大きく笑うとさらに口角が上がり、眼の位置を越えて耳に届きそうな所まで達する。つまり、原作の文章表現を忠実に映像化している。加えて、口の中は普通の哺乳類ではあり得ない異常な数の三角錐形の歯が並んでいて、それを頻繁に剥き出しにするため、非常に怪しく凶暴そうな見た目になっている。しかし、全体的にはいかにも猫という感じのキャラクターである。体格は19歳に成長しているアリス（演者：ミア・ワシコウスカ）より一回り小さい程度、体重（※あればの話）では上回っているように見えるほどの大きさで、また、胴に比べて頭が大きい。毛並みは原作と同じ虎猫系ではあるが、茶虎（ちゃとら。orange tabby；オレンジタビー；明るい茶色系と白色が繰り返される横縞模様）であったオリジナルに対してこちらは鯖虎（さばとら。白勝ちの silver mackerel tabby；シルバーマッカレルタビー；灰色を主に白色と黒色が少し混ざった横縞模様）で、縞模様の薄い所は不思議に青白い光を湛えている。原作に無かった描写として、アリスと会話するシーンで頭だけになり、中空で上下逆さまになって見せたりしている。
夜に鬱蒼とした森の中をひとり歩いていたアリスの前に現われたチェシャーは、バンダースナッチに引っかかれてできたアリスの腕の傷を手当した後、彼女が会うべきマッドハッター（※原作のマッドハッター〈帽子屋〉に相当するが、本作では主人公。演者：ジョニー・デップ）の居場所を教えて去る。白の女王を裏切ったとしてマッドハッターから非難されたチェシャーは、マッドハッターが断頭台で首を刎ねられようとしていた時にはマッドハッターに化けて彼の窮地を救っている。

#### 『アリス・イン・ワンダーランド/時間の旅』
2016年に公開された『アリス・イン・ワンダーランド/時間の旅』は『アリス・イン・ワンダーランド』（2010年）の続編である。監督はジェームズ・ボビンが務め、前作のティム・バートン監督は製作および製作総指揮を務めた。原題は原作の2作目『鏡の国のアリス』と同じであるが、内容は前作のキャラクターや原作に無いキャラクターも多数登場する。チェシャーの声は前作と同じくスティーヴン・フライが担当。
本作はアリスが時間を遡って活躍する物語になっており、原作でも過去作でも描かれて来なかったチェシャーの仔猫時代が描かれた。仔猫のチャシャーは「ベイビーチェシャー (Baby Chessur)」と呼ばれている。

### その他の映画
| 1985 filmTelly Savalas  |  | 1999 filmWhoopi Goldberg  |
| 1985 film Telly Savalas |  | 1999 film Whoopi Goldberg |

子供向けのテレビ映画『不思議の国のアリス』（1985年公開）は、アーウィン・アレン・プロダクション製作の、ハリー・ハリス監督作品。主演のアリス役はナタリー・グレゴリー。チェシャ猫の声はテリー・サバラスが担当。2部構成のテレビ向けのアドベンチャーファミリーファンタジーミュージカル映画である。
子供向けのテレビ映画『アリス・イン・ワンダーランド/不思議の国のアリス』（1999年公開）は、ニック・ウィリング監督作品。アリス役はティナ・マジョリーノであるが、主演ではない。チェシャ猫の声はウーピー・ゴールドバーグが担当。テレビ局が製作した映画であり、最初にNBCで放送された後、チャンネル4でも放映された。

### ゲーム
『歪みの国のアリス』は、サンソフト内のGセクション部が製作した携帯電話向け・ホラー系のテキストアドベンチャー・コンピュータゲームである。本作でのチェシャ猫は、纏ったローブのフードを深く被って、裂けた口だけを覗かせる、不気味な謎の男として登場する。

『ハートの国のアリス〜Wonderful Wonder World〜』は、2007年（平成19年）2月14日に日本のQuinRoseから発売されたパソコン用女性向け恋愛アドベンチャーゲームで、『不思議の国のアリス』をモチーフとしたシリーズの第1作である。乙女ゲームに属する本作では、チェシャ猫も「ボリス＝エレイ」という名前の人間型の美少年として登場する。

## その他の影響
視覚装置
米国カリフォルニア州のサンフランシスコにあるエクスプロラトリアムでは、ロバート・ラリュー・ミラー（ボブ・ミラー、Robert Larue (Bob) Miller）とサリー・ダンシング (Sally Duensing, 1949-2015) によって1978年に開発された光学的錯視をテーマとした視覚装置 "Cheshire Cat" が長年に亘って展示され続けている。観察者は鏡を仕込んだ接眼レンズを装着し、それからチェシャ猫の顔を描いた絵を見る。すると一方の眼にはチェシャ猫が見え、もう一方の眼には脇にある白いスクリーンが見える。
| Galaxy cluster SDSS J103842.59+484917.7 "The Cheshire Cat" "The Smiley" |

小惑星

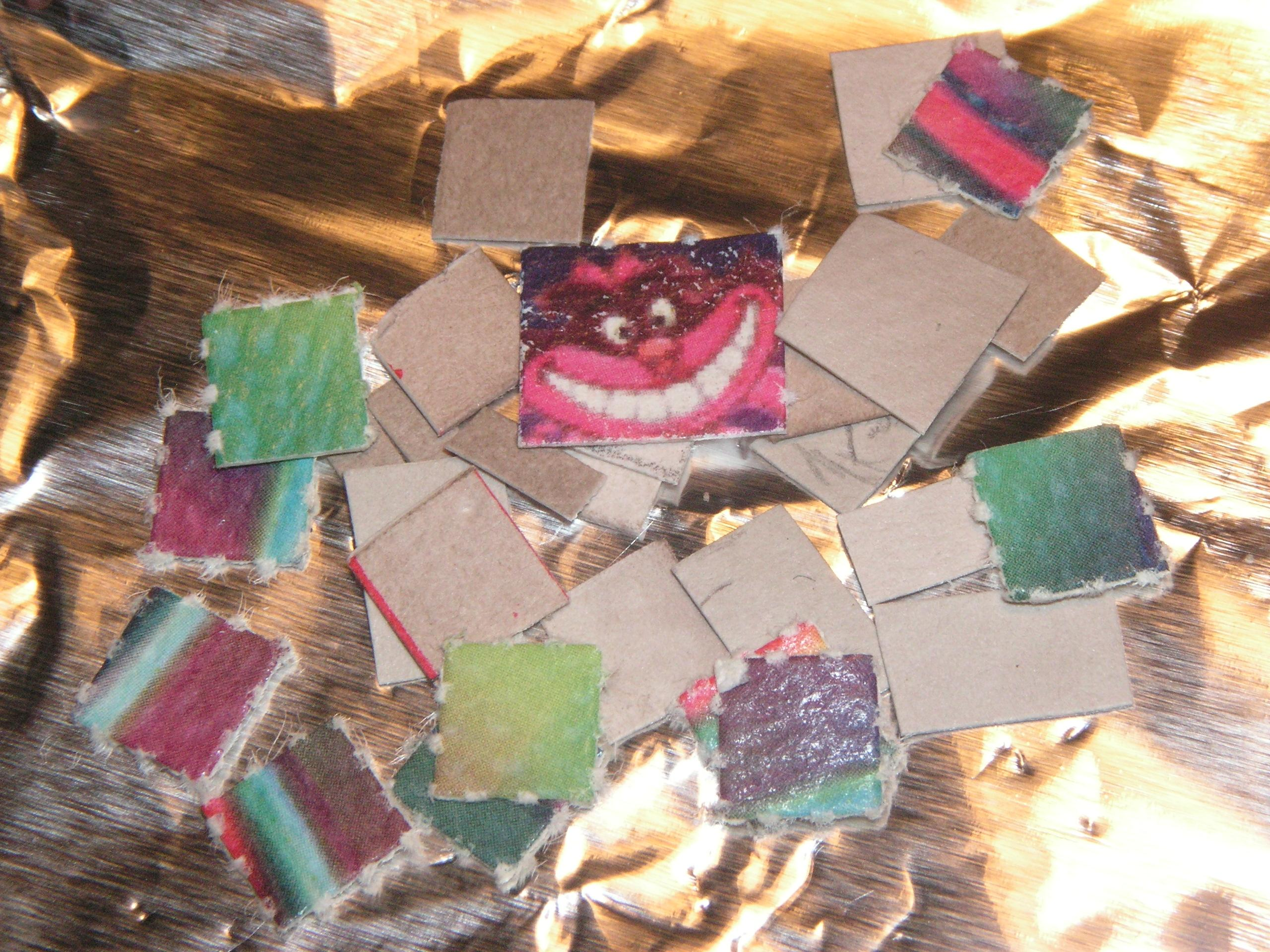
LSDのブロッティングペーパーにデザインされたディズニーアニメのチェシャ猫

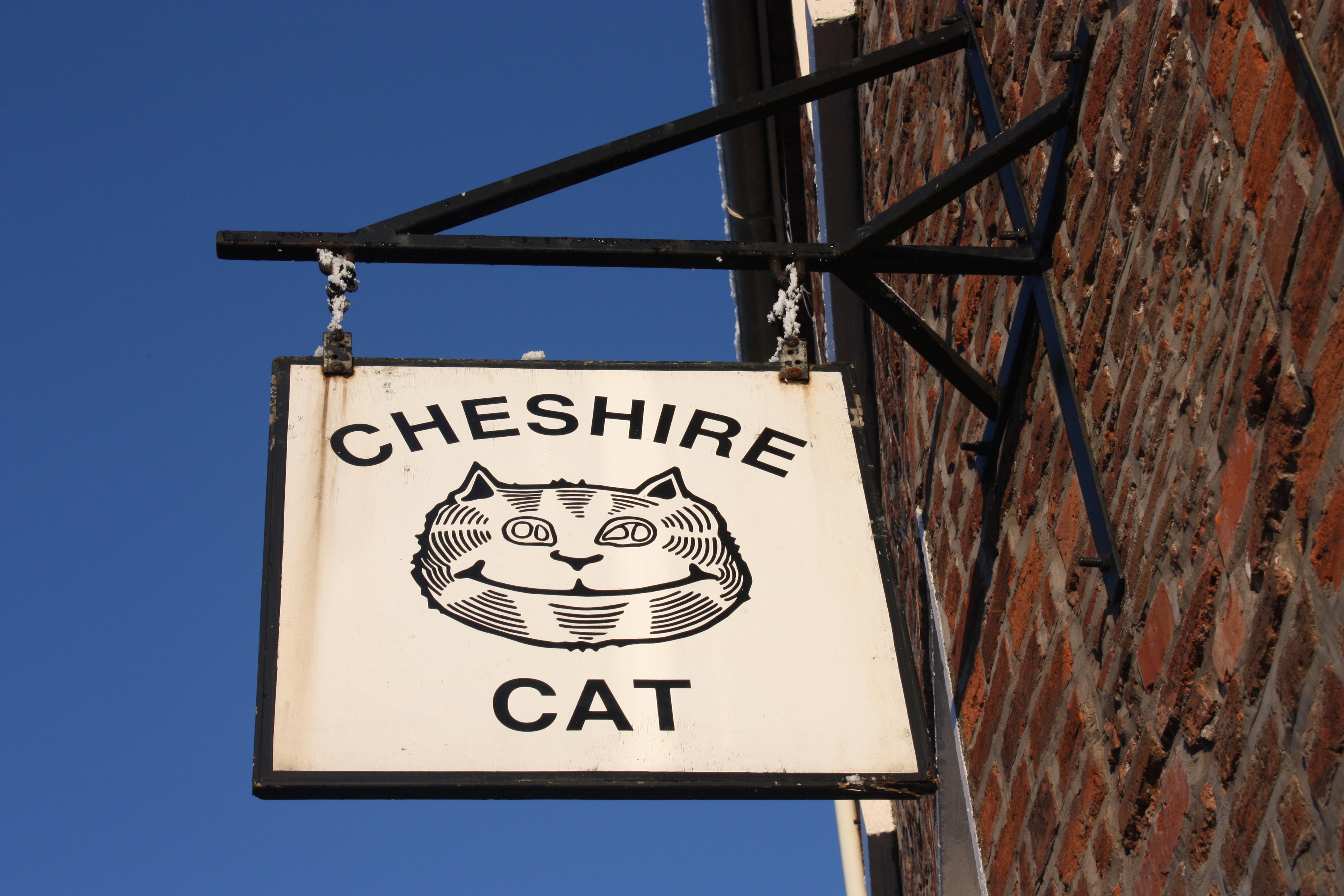
「チェシャーキャット」を屋号とする伝統玩具の商店の看板 / 北アイルランドはダウン県のヒルズバラ (en) にて1976年創業。

1990年（平成2年）に日本の名取亮と浦田武が発見した火星横断小惑星は、"6042 Cheshirecat"（日本語名：6042 チェシャーキャット）と命名された。
銀河団
2015年11月23日、アメリカ航空宇宙局 (NASA) は宇宙望遠鏡科学研究所 (STScI) の運用するチャンドラX線観測衛星によってX線光学撮影された数多くの画像をハッブル宇宙望遠鏡の可視光線観測データとともに一般公開したが、その中に「笑顔に見える」銀河団 SDSS J103842.59+484917.7 が発見された。この天体は、チェシャ猫の顔やスマイリーフェイス（ニコちゃんマーク）に似ているということから、"The Cheshire Cat"（日本語ではチェシャ猫銀河群）および "The Smiley"（スマイリー）の愛称で呼ばれるようになった。おおぐま座の中にあり、-23.63等級という極めて暗い見た目をしている。
遠い宇宙にいるこのチェシャ猫の正体であるが、以下のようなことである。2つの巨大な楕円銀河が観測者の座標からは両の眼に見え ("eye" galaxies)、ちょうど2つの間に鼻に見える小さな銀河 ("nose" galaxy) がある。円い顔の輪郭と笑っている口を形作っている複数の弧は、"eye" galaxies の遥か後方に位置する4つの銀河の発する光が "eye" galaxies など手前にある銀河群の重力質量の総分布の莫大さがもたらす重力レンズ効果を受けた結果生み出されている、約46億光年先の空間の歪みによる環である。このような環は「アインシュタインの環；アインシュタインリング」と呼ばれている。
この銀河団で最も明るく光っている "eye" galaxies は、時速約30万マイル（約48万キロメートル）で激しく衝突しており、ガスが摂氏数百万度にまで熱せられている。さらに、左眼に見える銀河の中には超大質量ブラックホールが含まれているという。"eye" galaxies は10億年以内には合体し、1つの巨大な銀河と無数の小さな銀河の集まりになると推定される。この銀河団は化石銀河群が形成される途上を示している可能性があり、それが事実であればますます稀少な観測対象である。
音楽
アメリカのパンクバンドであるブリンク 182のデビュー・スタジオアルバムは『チェシャー・キャット』（1994年）である。チェシャ猫はメンバーのトム・デロングの好きなキャラクターであるという。
ゲーム
セガのテレビゲームソフト『ベヨネッタ』（2009年）では、ルカというキャラクターが、鉤爪のフックを使って様々な場所に出現するために、主人公のベヨネッタから「チェシャ」と呼ばれる。
薬物
欧米では、禁止薬物でもある幻覚剤「LSD」の水溶液を染み込ませた紙片 (LSD blotting paper) に、ディズニーのアニメ映画『ふしぎの国のアリス』に登場するチェシャ猫の顔をデザインしたものが出回っている（もしくは、出回っていた）という。■右列に画像あり。

## 脚注

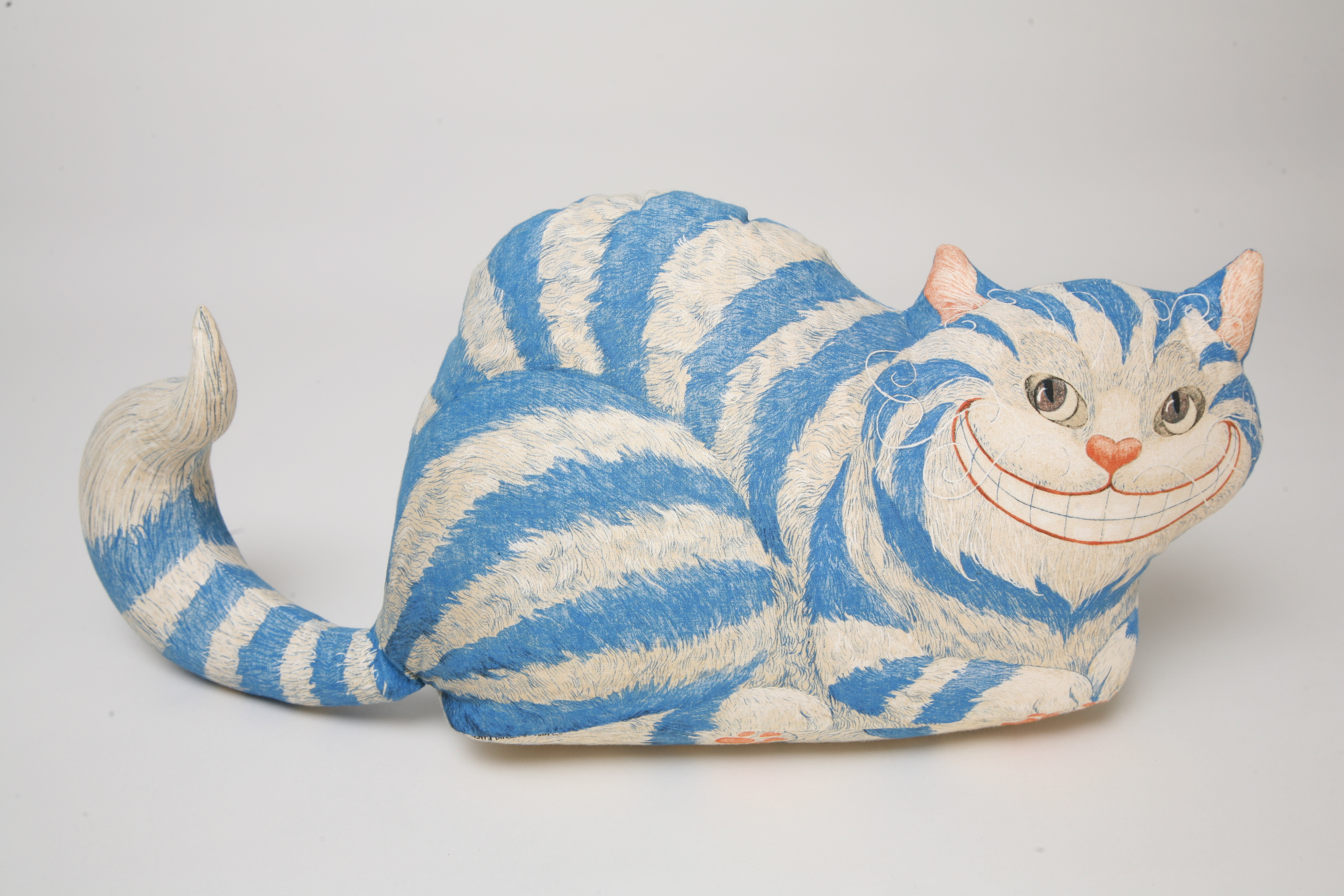
チェシャ猫をかたどったぬいぐるみ / 1988年頃の作。インディアナポリス子供博物館所蔵。

## チェシャー猫症候群
チェシャー猫症候群（チェシャーねこ しょうこうぐん）、チェシャーキャットシンドローム（英：Cheshire Cat syndrome）とは、症状があるのに病理的所見が無いか、病理的所見があるのに症状が無い、そのような症候群である。猫自身はどこかへ去ってしまったのに笑いだけが残っている、そこに笑いが残っているのに笑った猫自身はもうそこにいない、チェシャ猫のそのような特徴になぞらえて命名されている。